# Dolnovážske luhy
Dolnovážske luhy este o arie protejată (arie specială de conservare — SAC, sit de importanță comunitară — SCI) din Slovacia întinsă pe o suprafață de 208,73 ha, integral pe uscat.

## Localizare
Centrul sitului Dolnovážske luhy este situat la coordonatele 47°47′49″N 18°06′30″E / 47.796852°N 18.108443°E.

## Înființare
Situl Dolnovážske luhy a fost declarat sit de importanță comunitară în aprilie 2004 pentru a proteja 4 specii de animale. Situl a fost protejat și ca arie specială de conservare în martie 2004.

## Biodiversitate
Situată în ecoregiunea panonică, aria protejată conține 4 habitate naturale: Lacuri eutrofice naturale cu vegetație de tip Magnopotamion sau Hydrocharition, Păduri aluvionare cu Alnus glutinosa și Fraxinus excelsior (Alno-Padion, Alnion incanae, Salicion albae), Pajiști aluvionare inundabile, de Cnidion dubii, Păduri mixte riverane de Quercus robur, Ulmus laevis și Ulmus minor, Fraxinus excelsior sau Fraxinus angustifolia, de-a lungul marilor râuri (Ulmenion minoris).
La baza desemnării sitului se află mai multe specii protejate:
- mamifere (1): vidră de râu (Lutra lutra)
- pești (3): Gymnocephalus baloni, boarță (Rhodeus sericeus amarus), Romanogobio albipinnatus

Pe lângă speciile protejate, pe teritoriul sitului au mai fost identificate 3 specii de plante, 5 specii de amfibieni, 1 specie de reptile.